# Grahamiella
Grahamiella — рід грибів родини Helotiaceae. Назва вперше опублікована 1981 року.

## Класифікація
Згідно з базою MycoBank до роду Grahamiella відносять 2 види:
- Grahamiella dryadis
- Grahamiella variabile